# Glendale Heights, Illinois
Glendale Heights là một làng thuộc quận DuPage, tiểu bang Illinois, Hoa Kỳ. Năm 2010, dân số của làng này là 34208 người.

## Dân số
Dân số qua các năm:
- Năm 2000: 31765 người.
- Năm 2010: 34208 người.